# Ruslana
Ruslana Stepànivna Lyjytxko, més coneguda com a Ruslana (en ucraïnès: Руслана Степанівна Лижичко), nascuda el 24 de maig de 1973 a Lviv (Ucraïna), és una de les cantants més famoses d'Ucraïna. L'artista d'origen hutsul va guanyar per Ucraïna la 49a edició del Festival d'Eurovisió amb la cançó "Wild Dances" ('Danses salvatges'). Canta i escriu en ucraïnès i també canta les versions de les seves cançons traduïdes a l'anglès.
A més de cantant, Ruslana també és compositora, productora, pianista, directora d'orquestra simfònica i ballarina. Ella és qui s'encarrega d'escriure, compondre i produir les seves cançons i videoclips. Ruslana va ser ambaixadora de Bona Voluntat d'UNICEF a Ucraïna el 2004-2005, i el secretari d'Estat dels Estats Units la va honorar amb el Premi Internacional Dona Coratge el març de 2014.
El seu primer èxit a Ucraïna va ser el 1998 amb la cançó "Sunrise" ('Albada') i l'àlbum A Moment of Spring (Un moment de primavera). El 1999 va treballar al musical de Nadal The Final Christmas of the 1990s, que va guanyar el premi a la pel·lícula de l'any d'Ucraïna. El seu àlbum Dyki Tantsi (o Wild Dances en la versió anglesa), que va sortir al mercat el 2003, va ser disc de platí, se'n vengueren més de 100.000 còpies.
Va guanyar el Festival de la Cançó d'Eurovisió 2004 interpretant Wild dances, i va aconseguir 280 punts. Dels 35 estats que van participar en el festival, tots van donar alguna puntuació a Ruslana excepte Suïssa.
Durant la Revolució taronja relacionada amb les eleccions presidencials ucraïneses del 2004, Ruslana es va declarar a favor de Víktor Iúixtxenko.

## Biografia
Ruslana Stepànivna Lyjytxko va néixer a la ciutat de Lviv, un centre cultural de l'oest ucraïnès. Als quatre anys va començar a estudiar al conservatori i a cantar en una banda musical. El micròfon va ser la seva primera joguina. Fins i tot va aprendre les notes musicals abans que les lletres de l'alfabet. Els millors records de la seva infància estan relacionats amb les seves experiències a l'escenari, i per això va decidir que es dedicaria a la música. Quan va finalitzar els estudis al conservatori, va obtenir dues titulacions: la de pianista i la de directora d'orquestra simfònica.
El pare de Ruslana és de l'oest ucraïnès, terra dels hutsuls, els habitants de les muntanyes dels Carpats ucraïnesos. Els hutsuls tenen una cultura única i una història plena de riquesa i amb molts anys d'antiguitat, i tot això va inspirar Ruslana a crear la seva cançó "Wild Dances".

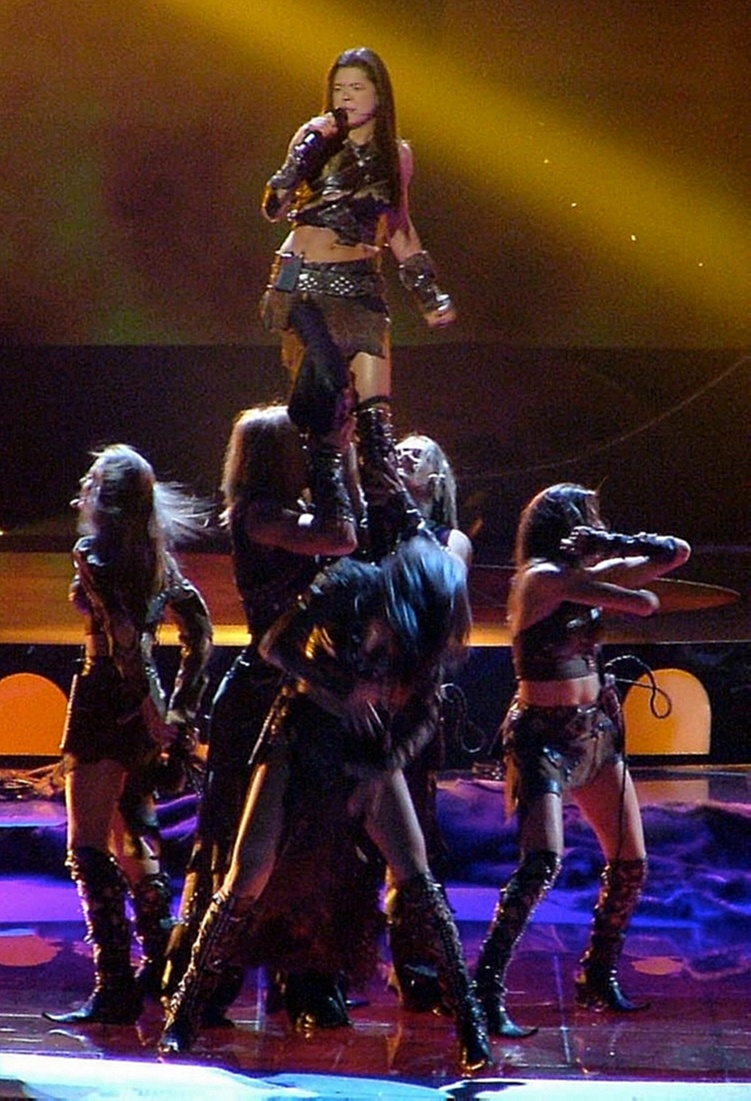
Actuació de Ruslana a l'Eurovisió el 2004

L'estil de "Wild Dances" és difícil de definir, però se’l podria anomenar drive-etno-dance. Els poderosos i penetrants tambors ètnics es combinen amb moderns passos de ball. Els "hey" de la cançó sonen com crits militars acompanyats de forts cops de peu contra el terra. Les fortes guitarres distorsionades es combinen amb la famosa vibració de veu hutsul. La pauta de la trompeta, tocada a la manera hutsul-moldava, va acompanyada de la trembita (un antic instrument musical hutsul). La cançó "Wild Dances" va donar la victòria a Ruslana en el Festival de la Cançó d'Eurovisió 2004 i també l'entrada a molts charts musicals europeus. Va ser una brillant representació del nou estil de Ruslana. La versió en anglès de l'àlbum Dyki Tantsi va sortir al mercat a Europa a la tardor del 2004: Wild Dances (Welcome to my Wild World).

## Wild Energy
El nou projecte de Ruslana es diu Wild Energy (Energia salvatge). La presència de la paraula Wild pot fer pensar que es tracta del mateix estil que Wild Dances, però no és així. Wild Energy inclou més sons electrònics que Wild Dances. Es tracta d'un projecte totalment diferent, que a més de cançons també inclou un llibre, còmics, etc.
Al seu nou videoclip Wild Energy, Ruslana canvia el color i la llargada dels seus cabells: passen de ser molt llargs i negres a tenir-los per l'alçada de les espatlles i rossos. Mitjançant aquest canvi la cantant ucraïnesa vol representar una Ruslana sintètica, que es diu Lana (Лана). Aquesta transformació de Ruslana va ser idea dels escriptors ucraïnesos Maryna i Serhíi Diàtxenko (Мари́на i Сергі́й Дяче́нко), els dos autors que van rebre el Premi als Millors Escriptors de Ciència-ficció d'Europa el 2005 a la ciutat de Glasgow, Escòcia.
El projecte es basa en una novel·la dels dos autors esmentats. L'argument tracta sobre Lana, una heroïna que viu en una ciutat del futur. Els habitants d'aquesta ciutat són sintètics i necessiten prendre de manera periòdica determinades quantitats del combustible de les persones per obtenir l'energia que els dona vida. Aquests habitants depenen totalment del combustible en qüestió. Lana vol trencar amb aquesta rutina i cercar l'energia salvatge. L'inici de la transformació... Els següents vídeos de Ruslana també estarien relacionats amb la novel·la. El llibre va sortir a la venda a Ucraïna amb dues portades completament diferents.
Wild Energy és un gran projecte que inclou un àlbum, singles, vídeos, un gran xou, un videojoc i una sèrie de còmics.

## Projectes socials

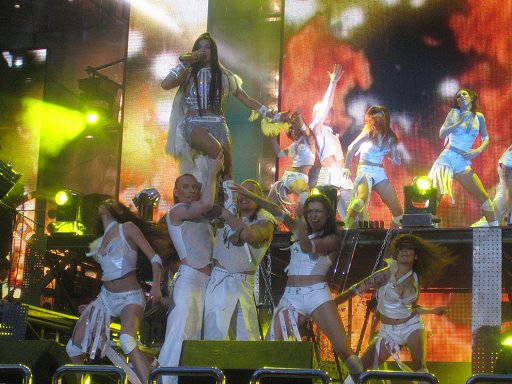
Ruslana cantant durant un concert a favor dels nens víctimes de la tragèdia de Txernòbil

L'activitat social de Ruslana actualment està centrada en tres camps:
- Suport als nens i nenes que pateixen les conseqüències del desastre nuclear de Txernòbil.
- Activitats com a ambaixadora de Bona Voluntat d'UNICEF.
- Projectes comuns amb l'OSCE per a combatre el tràfic d'éssers humans.

## Discografia

### Àlbums
- Myt Vesny - Dzvinkyi Víter (Мить весни - Дзвінкий вітер, "Moment de primavera - El so del vent" 1998)
- Ostànnie rizdvo 90kh (Останнє Різдво 90-x, El darrer Nadal dels 90, 1999)
- Naikrasxe (Найкраще, El millor, 2001)
- Dobryi vetxir, tobí ... (Добрий вечір, тобі..., Bon vespre, et dic..., 2002)
- Dyki Tantsi (Дикі Танці, Danses salvatges, 2003)
- Dyki Tantsi + Evrobonus (Дикі Танці + Євробонус, Danses salvatges + Euro-Bonus 2004)
- Wild Dances (2004)
- Wild Dances (New Year's Edition) (2005)
- Club'in (remix de Wild Dances) (2005)
- Amazonka (Амазонка, Amazona 2008)
- Wild Energy ("Energia salvatge", 2008)
- ЕЙ-форі-Я ("Eufòria", 2012)

### Singles
- Dyki Tantsi (Дикі Танці, Danses salvatges, 2004)
- Wild Dances (Danses salvatges, 2004)
- Dance with the wolves (Танці з вовками, Danses amb els llops, 2004)
- The Same Star (Скажи мені, Diga'm, 2005)
- Dyka Enérhiia (Дика Енергія, Wild Energy, Energia salvatge) (2006)
- Moon of Dreams (2008)